# Жигімантас Павільоніс
Жигімантас Павільоніс (нар. 22 липня 1971, Вільнюс) — литовський дипломат і консервативний політик. Син Роландаса Павільоніса.

## Життєпис
Після закінчення середньої школи Жигімантас Павільоніс здобув ступінь бакалавра в Інституті політичних наук у 1994 році та ступінь магістра на філософському факультеті Вільнюського університету в 1995 році. У 1993—2016 роках працював у Міністерстві закордонних справ Литви. У 2002—2006 роках Павільоніс очолював департамент Європи. У 2010 році Даля Ґрибаускайте призначила його послом Литви у США та Мексиці до 2015 року. У 2009—2012 р. написав дисертацію на тему «Метаполітика Святого Престолу та європейська політика Литви» у Вільнюському університеті. У 2013 році захистився та отримав ступінь доктора політології. З вересня 2015 року Павільоніс викладає в Литовській військовій академії. Павільоніса дехто вважав можливим кандидатом на президентських виборах у Литві 2019 року. Проте він не подавався на вибори.
Від 1990 до 2009 року був членом Литовської християнсько-демократичної партії (LKDP). Павільоніс є членом TS-LKD з 2009 року. Він також є членом Стрілецької спілки Литви.
Він має чорний пояс із тхеквондо другого дану.

## Нагороди
- 2003: Орден «За заслуги перед Литвою».
- 2013: Орден Пошани Президента Грузії

## Родина
Його батьком був філософ Роландас Павільоніс (1944—2006). Його мати — Марія Аушріне Павільонене (1944 р.н.), професорка і політик. Його брат Шарунас Шалтіс — юрист і підприємець.
Жигімантас Павільоніс одружений. З дружиною Ліною має чотирьох синів (Августаса, Домінікаса, Сімонаса та Вінцентаса).